# Isla de la Cabra

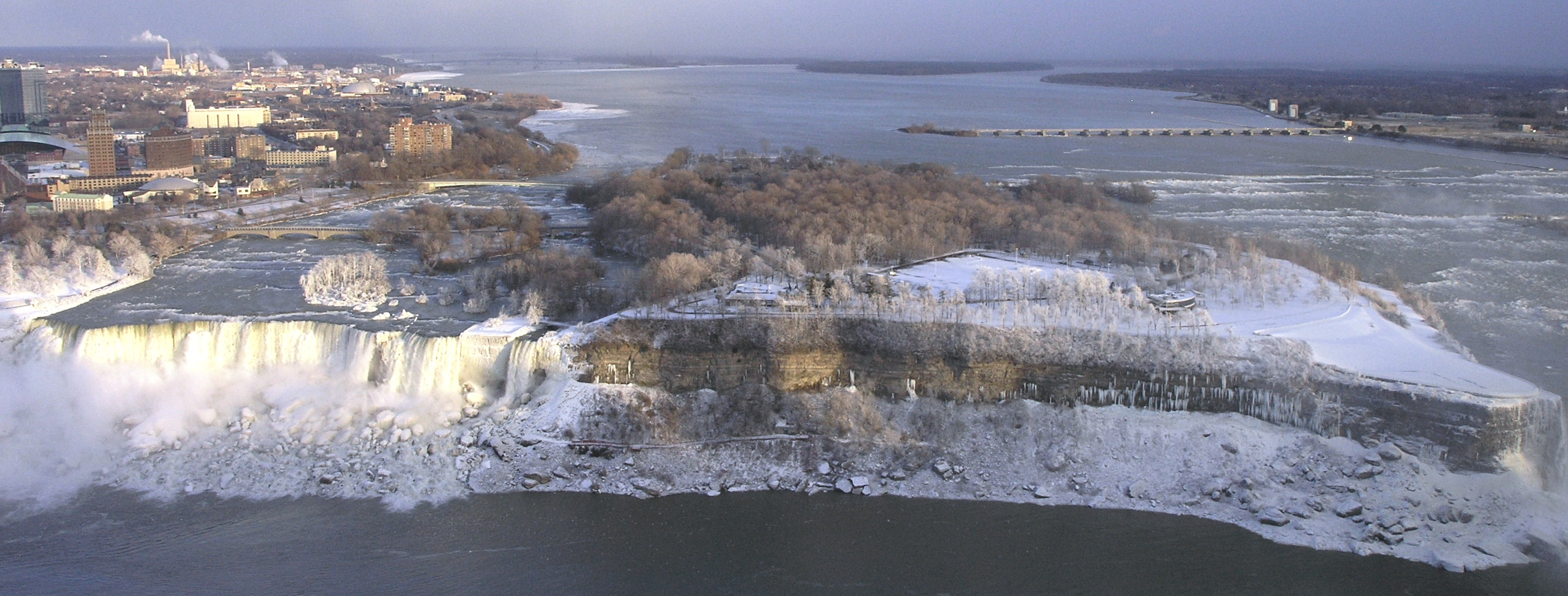
Isla de la Cabra en invierno desde la Torre Skylon.

Goat Island (Isla de la cabra, en español) es una pequeña isla deshabitada en el río Niágara, situada en el centro de las cataratas del Niágara entre las cataratas American Falls y Horseshoe Falls, esta isla es considerada la frontera natural entre Canadá y Estados Unidos aunque pertenece íntegramente a los Estados Unidos.
Goat Island es un destino popular para turistas que visitan las cataratas del lado de Estados Unidos, que ofrece algunas de las vistas más espectaculares que hay disponibles, en particular en Terrapin Point. Goat Island está conectada al continente por dos puentes por los que se puede pasar a pie, en coche, y en trenes sin rieles. La isla es boscosa y está entrelazada con caminos para el senderismo. Un ascensor permite el acceso hasta el pie de las cataratas y la cueva de los Vientos.

## Botánica
En 1879 el arquitecto paisajista Frederick Law Olmsted, escribió que había viajado cuatro mil millas en todo el continente americano "sin encontrar en otro lugar de la misma calidad del bosque que una vez fue abundante sobre las cataratas, y que aún se observa en aquellas partes de la Isla de Cabra en las que no había sido perturbado el crecimiento original de árboles y arbustos." Olmsted llegó a la conclusión de que la pulverización de las cataratas crea un vivero natural para la flora autóctona. Desde ese momento, el corte del césped de la pradera en la Isla de la Cabra, el tráfico pesado, y la incursión de especies invasoras han alterado significativamente el paisaje floral de la isla.

## Monumento a Tesla

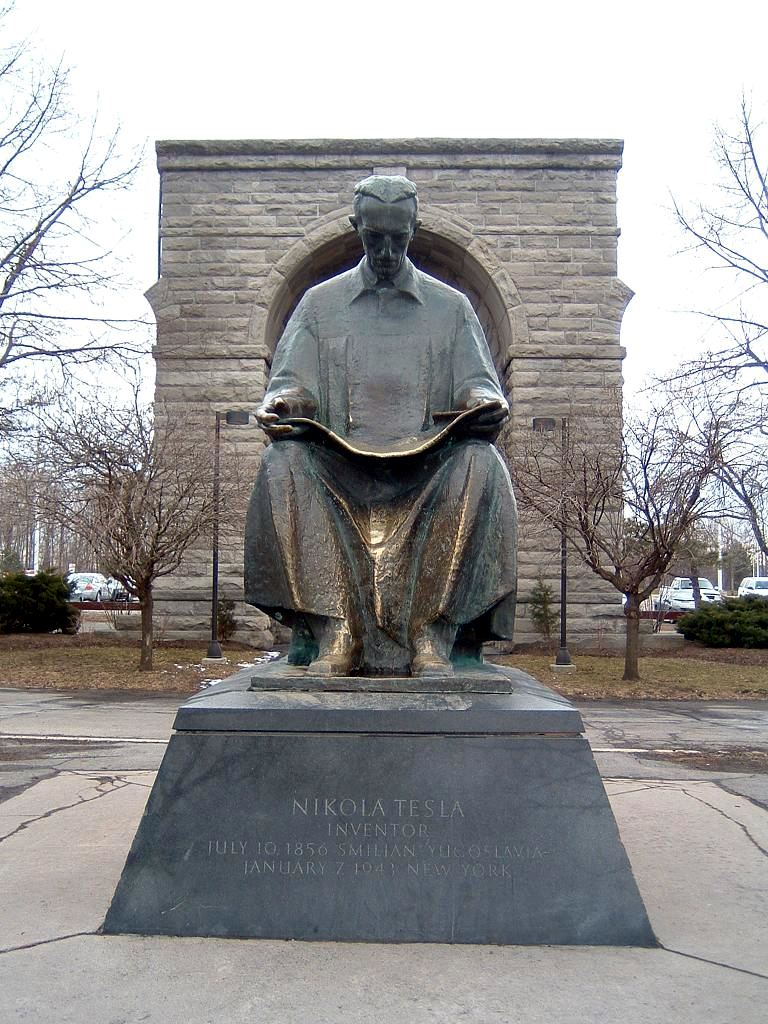
Monumento a Tesla.

La isla alberga el Monumento a Tesla, que honra al inventor serbio-americano Nikola Tesla.
La estatua fue regalada a los Estados Unidos por el gobierno de Yugoslavia en 1976. El autor de la estatua fue Frano Kršinić (1897-1982), un escultor de renombre en la antigua Yugoslavia. A mediados de 2016, la estatua se trasladó a Stedman's Bluff, la sección de la isla que domina las cataratas Bridal Veil y las cataratas Americanas, para aumentar su popularidad.

## En la ficción
Parte de la novela La guerra en el aire, de H. G. Wells (1908), está ambientada en esta isla. En dicha obra, los EE. UU. son invadidos por las fuerzas del Imperio alemán y, en el curso del conflicto representado en el libro, el protagonista queda varado en la isla, al ser destruidos los puentes que la unen al continente. El personaje debe sobrevivir allí junto con dos soldados alemanes, que han quedado igualmente varados.

## Galería

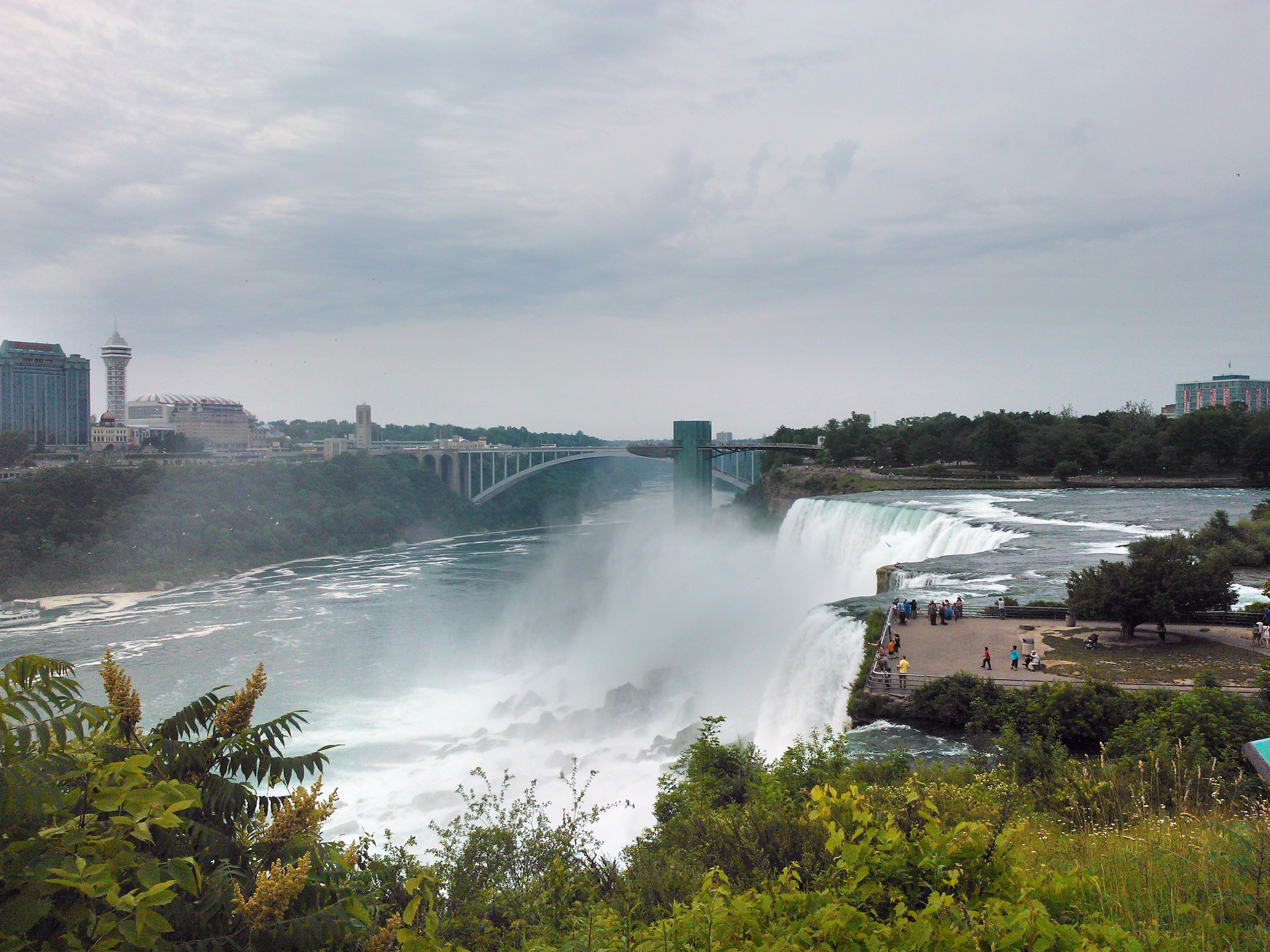
American Falls desde la Isla de la Cabra.
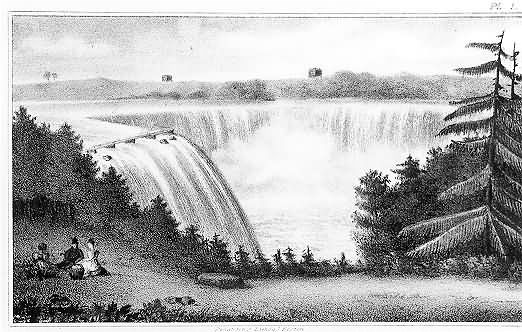
Horseshoe Falls desde la Isla de la Cabra (1832).
Las Cascadas Americanas en invierno, vistas desde la Isla de la Cabra (ca. 1880-1901)
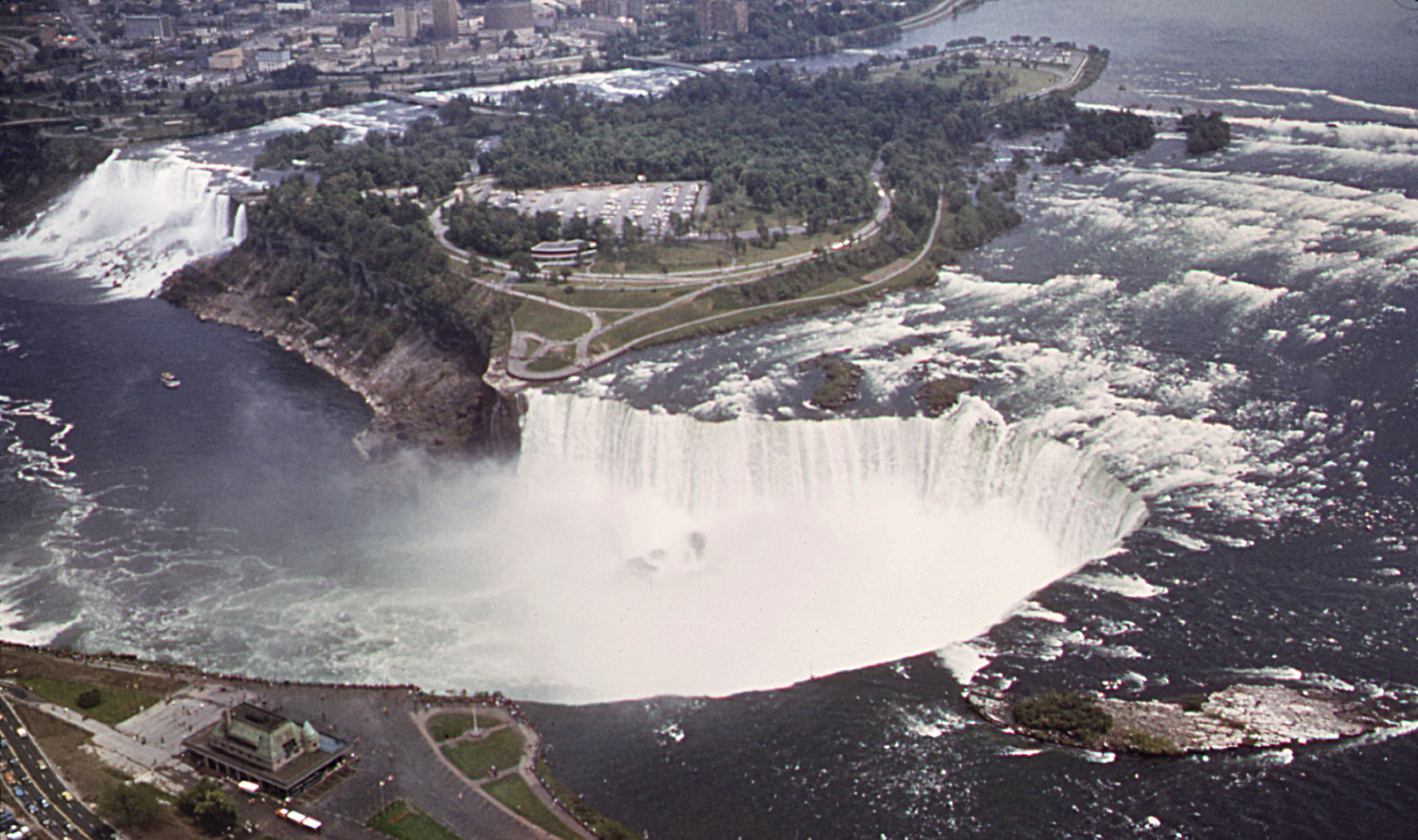
La Isla de la Cabra entre las dos cascadas (1973).
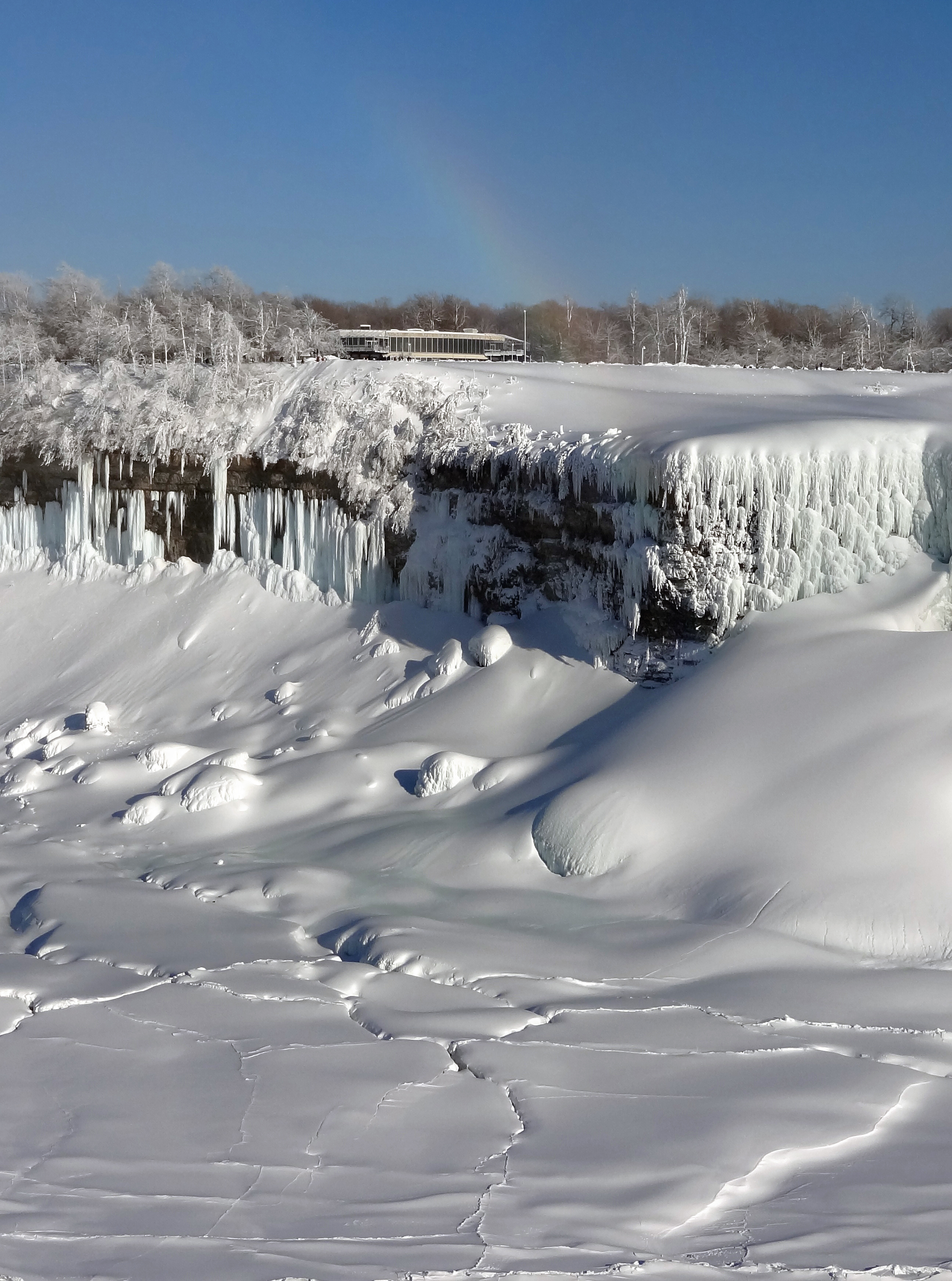
El pabellón turístico de la Isla de la Cabra sobre el río Niágara congelado.